# روبرت فيسيلوفسكي
روبرت فيسيلوفسكي (بالسلوفاكية: Róbert Veselovský) هو حارس مرمى سلوفاكي لكرة القدم، ولد في 2 سبتمبر 1985 في نيترا، سلوفاكيا. يلعب لصالح نادي نيا سلاميس فاماغوستا في الدوري القبرصي الدرجة الأولى.

## روابط خارجية
- روبرت فيسيلوفسكي على موقع قاعدة بيانات كرة القدم.إي يو (الإنجليزية)
- روبرت فيسيلوفسكي على موقع Soccerway.com (الإنجليزية)
- روبرت فيسيلوفسكي على موقع عالم كرة القدم.نت (الإنجليزية)